# Tindariopsis aeolata
Tindariopsis aeolata is een tweekleppigensoort uit de familie van de Bathyspinulidae. De wetenschappelijke naam van de soort is voor het eerst geldig gepubliceerd in 1890 door Dall.